# ليان فينتر
ليان فينتر (بالألمانية: Liane Winter)‏ هي عداءة مراثونية ألمانية، ولدت في 24 يونيو 1942.